# Famille de Conflans
 (février 2019).
La famille de Conflans est une branche cadette de la maison de Brienne, mais dont la filiation n'est pas assurée entièrement. Les membres de cette famille abandonnèrent le nom de Brienne pour prendre celui de Conflans, mais gardèrent les armes Brienne. Elle a pour siège l'ancien château de Conflans, aujourd'hui simple écart de la commune de Villeseneux, dans la Marne, dont le nom vient du confluent de la Somme avec la Soude qui s'unissent pour former la Somme-Soude qui se jette dans la Marne.

## Filiation
- Engilbert de Brienne ou Engilbert de Conflans († après 1138), seigneur de Conflans. Il serait le fils de Gautier Ier, comte de Brienne et d'Eustachie de Tonnerre, comtesse de Bar-sur-Seine. Il épouse Adeline, dont le nom de famille est inconnu, dont il a au moins deux enfants. En 1138, il fait un don à l'abbaye de Molesme pour le repos de son père, puis serait devenu moine dans cette abbaye. Il est probablement la tige de la branche de Conflans.
  - Hugues Ier de Conflans, qui suit.
  - Manassès de Conflans, cité avec sa mère et son frère dans une charte de 1138. Probablement mort sans descendance.
- Hugues Ier de Conflans († après 1165), seigneur de Conflans. Il augmente les dons faits à l'abbaye de Molesme par son père. Il épouse Aga, dont le nom de famille est inconnu, dont il a au moins deux enfants :
  - Eustache Ier de Conflans, qui suit.
  - Hodierne de Conflans, qui épouse Gui de Villehardouin, dit la Grive, seigneur de Villevoque, fils de Vilain de Villehardouin et de Dameron.
  - certaines sources indiquent une fille qui aurait épousé Gui de Plessis (il est cité par Geoffroi de Villehardouin parmi les chevaliers qui décident de se croiser pendant le tournoi d'Écry), mais il s'agirait plutôt d'un frère de l'épouse d'Eustache (dans un cas comme dans l'autre, Gui et Eustache sont beaux-frères).
- Eustache Ier de Conflans († avant 1210), seigneur de Conflans, Estoges et Mareuil. En 1199, il est présent au tournoi d'Écry où il décide de se croiser. En 1201, il accompagne son cousin Gautier III, comte de Brienne, dans sa conquête du royaume des Deux-Siciles qui lui revenait du chef de sa femme. Il épouse Marie de Pleurs, fille de Hugues de Pleurs dont il a au moins un enfant :
  - Eustache II de Conflans, qui suit.
- Eustache II de Conflans, dit Torchapeaux († après 1243), seigneur de Conflans et Mareuil. Il épouse Helvide de Thourotte, fille de Jean II de Thourotte, châtelain de Thourotte et Noyon, et d'Odette de Dampierre-sur-Aube, dont il a au moins quatre enfants :
  - Hugues II de Conflans, qui poursuit la lignée de Conflans.
  - Eustache de Conflans, seigneur de Mareuil après son père, qui suit plus bas. Maréchal puis connétable et enfin gouverneur de Champagne. Tige de la branche dite de Mareuil.
  - Gautier de Conflans, cité dans un diplôme de l'empereur Charles V.
  - Helvide de Conflans, qui épouse Raoul V Le Flamenc, seigneur de Canny, d'où postérité.
- Hugues II de Conflans († vers 1270), seigneur de Conflans, Estoges et Congis. Maréchal de Champagne. Il épouse en premières noces Marie de Brienne, veuve de Gaucher III de Nauteuil la Fosse, fille d'Érard de Brienne, seigneur de Ramerupt et de Venizy, et de Philippa de Champagne, dont il a un enfant. Veuf, il épouse en secondes noces Ide, veuve de l'avoué de Thérouenne, dont il a trois enfants :
  - de (1) : Hugues III de Conflans, seigneur d'Estoges, qui suit.
  - de (2) : Hugues IV de Conflans, seigneur de Conflans et de Gizencourt, qui suit plus loin, tige de la branche cadette de Conflans.
  - de (2) : Eustache de Conflans, chanoine de Paris et de Reims, mort en 1313.
  - de (2) : Isabelle de Conflans, qui épouse Wautier, seigneur de Bousies.
- Hugues III de Conflans († après 1295), seigneur d'Estoges. Maréchal de Champagne. Il épouse en premières noces Beatrix, dame de Croisilles, avouée de Thérouanne puis en secondes noces une fille de Jean, Vidame de Châlons, dont il hérite du titre par mariage.
  - de (1) : Eustache III de Conflans, qui suit.
  - de (1) : Hugues de Conflans, seigneur de la Bouteillerie. Il épouse Blanche d'Esquoy, dont il a une fille :
    - Jacquette de Conflans, dame de La Bouteillerie, qui épouse Jean de Viaire puis Renaud de Trie, seigneur de Mareuil, fils de Philippe de Fontenay et de Jeanne de Mareuil.

  - de (1) : une fille qui épouse le seigneur de Brusières.
  - de (1) : Hélène de Conflans, abbesse d'Origny
  - de (1) : au moins deux autres filles.
  - de (2) : Jean de Conflans, dit le Vidame, qui suit plus loin, tige de la branche dite de Vieilmaisons
- Eustache III de Conflans († vers 1357), seigneur d'Estoges, avoué de Thérouenne et conseiller du roi. Il épouse une dame de Villebéon dont le prénom est inconnu, dont il a au moins quatre enfants :
  - Eustache IV de Conflans, qui suit.
  - Hugues de Conflans, seigneur de Beauvoir, mort sans union ni postérité.
  - une fille qui épouse Jean de Saint-Vérain, seigneur de Bléneau.
  - Marguerite de Conflans, dame d'Etoges. Elle épouse Ogier, seigneur d'Anglure, fils d'Ogier VII et de Béatrix d'Essey, d'où postérité. Héritière de son frère Eustache et par ce mariage, la seigneurie d'Estoges et l'avouerie de Thérouenne passent dans la maison d'Anglure.
- Eustache IV de Conflans, seigneur d'Estoges et avoué de Thérouenne. Il épouse une dame de Sully, dont il a un fils unique mort jeune.

### Branche de Mareuil
- Eustache Ier de Conflans, seigneur de Mareuil, vicomte de Troyes, maréchal puis connétable et enfin gouverneur de Champagne. Il épouse Jeanne de Plancy, dame de Gondrecourt, fille de Guy de Plancy, seigneur de Gondrecourt et issu de la maison de Plancy, dont il a trois enfants :
  - Eustache II de Conflans, qui suit.
  - Marie de Conflans qui épouse Jean de Mortagne, châtelain de Tournay, puis Jean d'Antoing, seigneur de Hornes.
  - une fille qui épouse Baudouin, seigneur de Clacy et vidame de Laonois.
- Eustache II de Conflans, seigneur de Mareuil et vicomte d'Hostel du chef de sa femme. Il épouse Marie de Soissons, dame d'Hostel, fille de Jean, comte de Soissons, dont il a deux enfants :
  - Eustache III de Conflans, qui suit.
  - une fille qui épouse Jean de Joinville, seigneur de Sailly.
- Eustache III de Conflans, seigneur de Mareuil et vicomte d'Hostel. Il épouse en premières noces Isabeau de Raineval, fille de Raoul, seigneur de Raineval. En secondes noces, il épouse une dame de Grandpré, fille de Jean Ier, comte de Grandpré. Puis en troisièmes noces, il épouse Allemande Flotte, dite de Revel, fille de Guillaume Flotte. Il a au moins cinq enfants :
  - de (2) : Pierre de Conflans, seigneur d'Ertonges. Il épouse Jeanne d'Aunoy, mais meurt avant son père sans postérité.
  - de (2) : Eustache IV de Conflans, qui suit.
  - de (2) : Hugues de Conflans, mort à 20 ans à Lyon alors qu'il voyageait avec le roi.
  - de (2) : Jean de Conflans, chevalier. Mort en 1383, probablement sans union ni postérité.
  - de (2) : Gaucher de Conflans, seigneur d'Hostel. Il épouse Marie de Châteauvillain, dame de Baye, fille de Robert de Châteauvillain, seigneur de Vaucler, et de Marguerite de Traînel, mais n'a pas de postérité.
  - de (3) : Jeanne de Conflans, qui épouse Pierre de Dampierre, seigneur de La Motte-Toisy, puis Thomas, seigneur de Voudenay.
- Eustache IV de Conflans, seigneur de Mareuil et maréchal de Champagne. Il meurt avant 1372 sans union ni postérité.

### Branche cadette de Conflans
- Hugues IV de Conflans († vers 1300), seigneur de Conflans et de Gizencourt. Maréchal de Champagne après la mort de son frère Hugues III. Il épouse Helissende de Précy, fille de Pierre, seigneur de Précy, dont il a neuf enfants :
  - Hugues V de Conflans, qui suit.
  - Eustache de Conflans, tige de la branche dite de Dampierre-en-Astenois.
  - Jean de Conflans, abbé de Saint-Médard de Soissons puis évêque d'Orléans de 1329 à 1349.
  - Simon de Conflans, mort encore enfant.
  - 5 filles citées mais non nommées. L'une d'elles aurait épousé le châtelain de Bar.
- Hugues V de Conflans († vers 1320), seigneur de Conflans, Précy, Cudot, Sommevelle et Verneuil. Maréchal de Champagne après la mort de son père. Il épouse en premières noces Brande de Blancafort, fille d'Arnaud, seigneur de Blancafort, dont il a un enfant, puis en secondes noces Jeanne de Saint-Chéron dont il a un enfant :
  - de (1) : Jeanne de Conflans, dame de Précy, Cudot, Verneuil et Blancafort. Elle fut promise jeune à Maurice de Craon, mais elle épouse Gaucher VII de Châtillon, comte de Porcien, d'où postérité.
  - de (2) : Hugues VI de Conflans, qui suit.
- Hugues VI de Conflans, seigneur de Conflans et Sommevelle. Le nom de son épouse est inconnu, mais il a plusieurs enfants :
  - Hugues VII de Conflans, qui suit.
  - au moins trois filles, religieuses.
- Hugues VII de Conflans, seigneur de Conflans. Le nom de son épouse est inconnu, mais il a au moins deux enfants :
  - Eustache IV de Conflans, qui suit.
  - Robine de Conflans. Elle épouse Gauthier VI de Thourotte, d'où postérité. Elle hérite de son frère et par son mariage, la seigneurie de Conflans passe à la maison de Thourotte.
- Eustache IV de Conflans, seigneur de Conflans et Chamery. Il épouse Jeanne de Nesle, fille de Gui III de Nesle, seigneur d'Offemont, mais n'a probablement pas de postérité. Il a pour héritière sa sœur Robine, qui par mariage transmet la seigneurie de Conflans à la maison de Thourotte.

### Branche de Dampierre-en-Astenois
- Eustache de Conflans († vers 1345), seigneur de Dampierre-en-Astenois du chef de sa femme. Il épouse Agnès de Dampierre-en-Astenois, fille de Jean Ier, seigneur de Dampierre-en-Astenois et de Marie de Landricourt, dont il a plusieurs enfants :
  - Jean de Conflans, qui suit.
  - Eustache de Conflans, seigneur de Conflans. Il épouse une dame d'Arrablay, fille de Gibault, seigneur d'Arrablay, dont il a quatre enfants :
    - un fils, moine à Auxerre.
    - un fils, moine à Molesme.
    - Roger de Conflans, chevalier de Saint-Jean de Jérusalem.
    - un fils, moine à Vézelay.

  - Marie, qui épouse Raoul, seigneur de Loupy.
- Jean de Conflans († en 1358), seigneur de Dampierre-en-Astenois, maréchal de Champagne, gouverneur de Navarre et conseiller du roi. Il épouse Cunégonde de Grancey, veuve de Guillaume, seigneur d'Arcis-sur-Aube, fille d'Eudes V, seigneur de Grancey, et d'Isabelle de Blâmont, mais n'a pas de postérité. Il meurt, assassiné à Paris en 1358, sans postérité et laisse sa sœur Marie comme héritière.

### Branche de Vieilmaisons
- Jean Ier de Conflans, dit le Vidame, seigneur de Vieilmaisons et de Vézilly et vidame de Châlons. Il épouse Isabelle de Lor, veuve de Rénier de Choiseul, seigneur d'Aigremont, fille de Renaud de Lor, châtelain de Laon, dont il a un enfant :
  - Jean II de Conflans, qui suit.
- Jean II de Conflans, seigneur de Vieilmaisons et de Vézilly et vidame de Châlons. Il vend le titre de vidame de Châlons à Gaucher de Châtillon en 1395 pour 1850 livres avant de revenir sur ce contrat pour le revendre un mois plus tard pour 50 livres de plus à Louis, duc d'Orléans. Il épouse Peronne de Jouvengues, veuve de Gaucher d'Unchair, seigneur d'Armentières, dont il a un enfant :
  - Jean III de Conflans, qui suit.
- Jean III de Conflans, seigneur de Vieilmaisons et de Vézilly. Il épouse Madeleine de Hornes, fille de Thierry de Hornes, seigneur de Baucigny, et d'Isabeau de Montigny, dont il a deux enfants :
  - Barthélemy de Conflans, qui suit.
  - Anne de Conflans, abbesse de Saint-Claire de Reims[1].
- Barthélemy de Conflans, seigneur de Vieilmaisons et de Vézilly. Il épouse Marie de Cramaille, fille de Baudouin de Cramaille, seigneur de Saponay, dont il a cinq enfants :
  - Jean IV de Conflans, qui suit.
  - Emeric de Conflans, seigneur de Rosoy et vicomte d'Ouchy.
  - Jean de Conflans, seigneur de Saint-Rémy et de Vézilly.
  - Guillaine de Conflans, qui épouse Pierre de la Bricogne, seigneur de Lagery.
  - Jeanne de Conflans, religieuse.
- Jean IV de Conflans, seigneur de Vieilmaisons et de Vézilly. Il épouse Marguerite de Bournonville, fille d'Antoine de Bournonville et de Jeanne de Thourotte, dont il a six enfants :
  - Jean V de Conflans, qui suit.
  - Gilles de Conflans, seigneur de Saint-Rémy.
  - Antoine de Conflans, vicomte d'Ouchy, tige des branches d'Ouchy, d'Armentières, de Saint-Rémy, de Vézilly, d'Ennancourt et de Fay-le-Sec. Il épouse Barbe de Rouy, fille de Jean de Rouy, seigneur de la Boissière, d'où postérité.
  - Jeanne de Conflans, qui épouse Jacques de Vaudray, seigneur de Saint-Phalle.
  - Jeanne de Conflans, qui épouse Florimond de Villiers-Saint-Pol, seigneur de Domart.
  - Marie de Conflans.
- Jean V de Conflans, seigneur de Vieilmaisons et de Vézilly. Il épouse Madeleine Lucas, fille de Louis Lucas, seigneur de Courcelles, dont il a quatre enfants :
  - Antoine de Conflans, qui suit.
  - Marguerite de Conflans, dame de Vieilmaisons, qui épouse Gérard de Vieilmaisons, seigneur de Sainte-Colombe.
  - Antoinette de Conflans, qui épouse Jacques d'Anglure, vicomte d'Etoges, fils de François et d'Anne Crespin du Bec.
  - Jeanne de Conflans, qui épouse Philippe de Chastellux, seigneur de Baserne.
- Antoine de Conflans, seigneur de Vieilmaisons et de Vézilly. Il épouse Marie Jouvenel des Ursins, dame de Villiers, fille de Louis Jouvenel des Ursins, seigneur de Villiers. Il meurt sans postérité et à sa sœur Marguerite comme héritière.

### Branche d'Ouchy et d'Armentières
- Antoine de Conflans, vicomte d'Ouchy, baron de Sommevelle[2], etc, + le 18 avril 1546, épousa (contrat du 19 décembre 1525) Barbe de Rouy, fille de Jean de Rouy, seigneur de la Boissière, dont 4 enfants :
  - Eustache, qui continue la branche d'Armentières ;
  - Antoine, qui fit la branche de Saint Rémy, laquelle hérita de la branche aînée (Armentières) par substitution en 1696, et donna Louis de Conflans (1711-1774), maréchal de France, dit d'Armentières (1768). Il eut un fils, Louis-Gabriel.
  - Robert, tige des seigneurs de Vézilly et de Faye-le-Sec, dont fut Hubert (de Brienne) de Conflans (1690-1777), officier de marine et maréchal de France (1758), + SP.
  - Catherine de Conflans, mariée 1) à Charles d'Aumale ; 2) à Philippe de Ravenel, vivant en 1563.

## Pour approfondir